# Kung Skutes hög
Kung Skutes hög är en gravhög nära Lövstalöt i Bälinge socken nära gränsen till Ärentuna socken norr om Uppsala. Högen är den största av sex stora högar som utgör ett gravfält beläget strax norr om den plats där Björklingeån bryter igenom Uppsalaåsen. I anslutning till gravfältet finns hålvägar.
Enligt legenden skall kung Skute ha grundat Skuttungebygden (jämför Skuttunge socken) någon gång i forntiden. Detta är en så kallad förklaringssägen och bedöms inte sannolik av nutida forskare. Personen som begravdes i högen hette kanske inte Skute och kallade sig kanske inte heller kung. Det är inte ens säkert att det var frågan om en man, men det måste ha varit en framträdande innevånare i bygden.
Ingen arkeologisk undersökning har genomförts på gravfältet och det är därför det svårt att datera Kung Skutes hög. Andra lämningar i närområdet härstammar från bronsåldern (1800-500 f Kr) och Kung Skutes hög kan härröra från samma tid. Graven kan även vara yngre, från järnåldern.
Hålvägarna i närheten av Kung Skutes hög utgjorde den huvudsakliga landvägen till norra Uppland och vidare norrut från bronsåldern och fram till att den stora raka landsvägen anlades på 1600-talet (jämför länsväg C 600). Någon kilometer norrut längs Uppsalsåsen finns en fornborg, som möjligen har anknytning till Kung Skutes hög (se även Fornborgar i Uppsala kommun).